# Radical 141
Le radical 141, qui signifie le tigre, est un des 29 des 214 radicaux chinois répertoriés dans le dictionnaire de Kangxi composés de six traits.
Le caractère Unicode de 虍 est 864D.

## Caractères avec le radical 141
| nombre de traits          | caractères           |
| ------------------------- | -------------------- |
| Sans trait supplémentaire | 虍                   |
| 2 traits supplémentaires  | 虎 虏                |
| 3 traits supplémentaires  | 虐                   |
| 4 traits supplémentaires  | 虑 虒 虓 虔          |
| 5 traits supplémentaires  | 處 虖 虗 虘 虙 虚 彪 |
| 6 traits supplémentaires  | 虛                   |
| 7 traits supplémentaires  | 虜 虝 虞 號          |
| 8 traits supplémentaires  | 虠 虡                |
| 9 traits supplémentaires  | 虢 虣                |
| 10 traits supplémentaires | 虤 虥 虦             |
| 11 traits supplémentaires | 虧 虨                |
| 12 traits supplémentaires | 虩                   |
| 20 traits supplémentaires | 虪                   |